# Ростом од Имертије
Ростом од Имертије (груз. როსტომი) (1510. -1565.) - краљ Имеретије (1588-1589, 1590-1605), најстарији син царевића Константина († 1587) и унук имеретског краља Баграта III . 

## Биографија
1588. године, након хватања имеретског краља Левана, за новог краља Имеретије постављен је његов рођак Ростом. Године 1589. принц Георги Гуриели, окупивши војску, стигао је у Кутаиси и поставио свог штићеника Баграта IV на краљевски престо. Гeорги Гуриели је утврдио тврђаву Кутаиси и оставио свог сина Мамија у престоници да чува Баграта. Убрзо је Картлијски краљ Симон напао Имеретију, и заузео Кутаиси и уклонио краља Баграта IV са власти. Симон је напустио свој гарнизон у Кутаисију и узео богате таоце. Свргнути цар Ростом обратио се за помоћ мегрелијском принцу Манухару Дадијанију (1590-1611). Манучар Дадиани је окупио своје снаге и заузео Кутаиси, стављајући Ростома у краљевство. 
Цар Свимон је чуо за то, кренуо је у поход са великим снагама, топовима и наоружаном војском, прешао планине и Имерети су му се поново придружили. Ростом није могао да му одоли и поново је побегао у Одиши. Картлијски краљ је заузео тврђаве Сканда, Квара, Катски, Свери, поставио у њих своје гарнизоне и приближио се Кутаисију, који је такође заузео. Картлијски краљ Симон Велики је сазнао за Ростомов одлазак у Одиши, напао га је да га ухвати и заузме Имерети. 1590. године, у бици код Опшквитија, Манучар Дадијани је победио војску краља Картлија. Симон се са остацима трупа повукао у Картли. Манучар Дадијани је заробио богат плен и топове. По висини, Мануцхар Дадиани је доведен у Кутаиси и други пут постављен на трон Имеретија. Убрзо су се имеретски краљ Ростом и картлијски краљ Симон помирили, размењујући заробљенике и таоце.
Краљ Имеретије Ростом се 1597. оженио Тинатином, ћерком Манучара II (1550-1614), атабега Самцхе-Јавахетија (1581-1614), из чијег брака је добио сина .